# 애드미럴티섬쿠스쿠스
애드미럴티섬쿠스쿠스(Spilocuscus kraemeri)는 쿠스쿠스과에 속하는 유대류의 일종이다. 파푸아뉴기니 애드미럴티 제도의 토착종이다. 얼룩쿠스쿠스속에 속하는 가장 작은 종이며, 암컷은 등이 검은 반면에 수컷은 흰 바탕에 거무스레한 반점을 갖고 있다. 암수 모두 머리는 적갈색을 띤다. 작은 분포 지역 내(발견되는 지역 면적이 2,000km2 이하이다.)에서 흔하게 발견되지만 서식지의 질이 떨어지고 개체수가 줄고 있는 추세이기 때문에 분포범위 및 점유면적 기준(criterion B)에서 취약근접종으로 분류되고 있다.